# L'Assassin infini
L'Assassin infini (titre original : The Infinite Assassin) est une nouvelle de l'écrivain de science-fiction Greg Egan, publiée en juin 1991 dans la revue Interzone et reprise dans le recueil Axiomatique en 1995 (trad. fr. 2006).

## Résumé
Un tueur est chargé d'éliminer des personnes se déplaçant, grâce à une drogue, à travers une infinité d'univers parallèles, entraînant une dislocation de la réalité.

## Réception critique
La nouvelle appartient au genre hard science-fiction, et cet aspect a pu être jugé assez rebutant pour le lecteur. Au sein du recueil Axiomatique, recueil de nouvelles globalement accueilli de manière très positive, cette nouvelle n'est pas considérée comme la plus réussie.

## Citations
« C'est moi qui définis mon identité comme je le désire. Je suis peut-être forcé d'accepter ma multiplicité mais c'est moi qui en trace les limites. « Je » suis ceux qui survivent et réussissent. Les autres sont quelqu'un d'autre. »

— in Axiomatique, 2006, p. 25.